# Нервный тик
Тик (фр. tic «подёргивание мускулов; тик») — быстрое, стереотипное кратковременное непроизвольное элементарное движение, внешне напоминающее рефлекторное или целенаправленное, разновидность гиперкинеза. Гиперкинезами (от др.-греч. ὑπέρ «сильно, крайне» и κίνησις «движение») называют сокращения одной мышцы или целой группы мышц по ошибочной команде головного мозга.

## Клиническая картина
Тиком считаются быстрые однотипные движения, которые иногда могут затрагивать и голосовой аппарат, что сопровождается произнесением звуков (вокализацией) — хрюканьем, чмоканьем, произношением слов. Самый распространённый тик — моргание. Иногда тики напоминают хорею или миоклонию, но в отличие от этих расстройств менее затрудняют нормальные движения. Тики возможно имитировать. Внешне они похожи на карикатурное отображение нормальных движений.
Употребление алкоголя, развлечения или концентрация внимания обычно уменьшают тики, а эмоциональные стимулы (такие как страх или тревога) — усиливают.

## История
В литературе тики впервые описаны в середине VII века как «привычка мышц к сокращению».

## Классификация
Классификация тиков:
По вовлечённости групп мышц
1. Мимические (лицевые);
2. Голосовые или вокальные (от лат. vōcālis, vōx «голос» — с вовлечением голосовых мышц);
  1. Простые, с элементарной вокализацией[4].
  2. Сложные — например, выкрикивание матерных слов — копролалия[4].
3. Респираторные (с вовлечением дыхательных мышц — например, хрюкание, покашливание, шумное выдыхание или втягивание воздуха)[3];
4. Оперкулярные (с вовлечением жевательной мускулатуры — например, цокание, чмокание, чавкание, щёлкание зубами)[3];
5. Мануальные (с вовлечением мышц верхних конечностей — например, вращение кистями рук, сжимание кулака, потирание ладоней, щёлкание пальцами)[3];
6. Фокальные (объединяет тики мышц головы, лица, туловища и конечностей)[4].

По распространённости
1. Локальные — с вовлечением одной группы мышц;
2. Генерализованные — с вовлечением нескольких групп мышц (могут напоминать целенаправленный двигательный акт).

По длительности
1. Транзиторные или вре́менные, с длительностью не более года (F95.0 в МКБ-10);
2. Хронические (F95.1 в МКБ-10).

По сложности
1. Простые — элементарные движения (например, прищуривание, подмигивание, движение ушами, наморщивание лба, сведение бровей и т. п.);
2. Сложные — комплексные сложные движения с вовлечением многих мышц.

По этиологии
1. Первичные (психогенные, нервные) — чаще бывают в детском возрасте. Болеют чаще мальчики. Провоцируют начало психотравмы. Течение доброкачественное, проходят самостоятельно. Длительность от нескольких недель до нескольких лет.
2. Вторичные (симптоматические) — развиваются вследствие органического или дисметаболического поражения головного мозга (энцефалит; травма; нарушение мозгового кровообращения; интоксикации; нейролептические экстрапирамидные расстройства, возникающие при приёме антипсихотических препаратов[2]; нарушение функции внутренних органов).
3. Наследственные (синдром Туретта — тикозное расстройство с генерализованными двигательными и голосовыми тиками).
4. Болевой тик, вызванный приступами невралгии с острой болью[3].

## Терапия
1. Этиотропная терапия — лечение, направленное на устранение причины заболевания (при вторичных тиках).
2. Симптоматическая терапия — применение препаратов, направленное на устранение тика. Чаще применяются нейролептики, такие как  галоперидол (хотя применение нейролептиков само по себе может вызвать голосовые и двигательные тики[5]), и ботокс.
3. Психотерапия — поведенческая терапия, направленная на выработку уверенности, снятия тревожности и умения контролировать симптом.